# Domenico Cornacchia
Domenico Cornacchia (ur. 13 lutego 1950 w Altamurze) – włoski duchowny katolicki, biskup Molfetta-Ruvo-Giovinazzo-Terlizzi od 2016.

## Życiorys
Święcenia kapłańskie otrzymał 24 kwietnia 1976 i został inkardynowany do diecezji Altamura-Gravina-Acquaviva delle Fonti. Pracował przede wszystkim jako duszpasterz parafialny oraz jako wykładowca na miejscowych uczelniach teologicznych. Był także m.in. asystentem młodzieżowej sekcji Akcji Katolickiej.
30 czerwca 2007 papież Benedykt XVI mianował go ordynariuszem diecezji Lucera-Troia. Sakry biskupiej udzielił mu 22 września 2007 arcybiskup Giacinto Berloco.
15 stycznia 2016 papież Franciszek mianował go biskupem diecezji Molfetta-Ruvo-Giovinazzo-Terlizzi.